# Leather-Pride-Flagge
 

Die Leather-Pride-Flagge, ein Symbol für die BDSM- und Ledersubkultur

Die Leather-Pride-Flagge ist ein Symbol der Leder- und BDSM-Szene. Sie wurde von Tony DeBlase entworfen, der das Design am 28. Mai 1989 erstmals auf der US-amerikanischen International-Mr.-Leather-Veranstaltung in Chicago in den USA vorstellte. DeBlase wollte damit nach eigener Aussage ein ähnlich wirkmächtiges Emblem für die Lederszene schaffen wie es die Regenbogen-Fahne nach Stonewall für die Lesben- und Schwulenbewegung in den USA geworden war. Tony DeBlase äußerte sich wie folgt zu ihrer symbolischen Bedeutung:

„Die Flagge besteht aus neun horizontalen Streifen gleicher Breite. Von oben und von unten wechseln die Streifen zwischen Schwarz und Königsblau. Der zentrale Streifen ist weiß. Im oberen linken Quadranten der Flagge befindet sich ein rotes Herz. Ich überlasse es dem Betrachter, die Farben und Symbole zu interpretieren.“

Bereits wenige Wochen nach der Vorstellung der Flagge wurde diese bei Pride-Paraden im Juni 1989 in Portland, San Francisco und New York verwendet. In den Folgejahren fand sie internationale Verbreitung. Die Einführung der Leather-Pride-Flagge stellt einen entscheidenden Wendepunkt in der Sichtbarkeit der schwul geprägten Leder- und BDSM-Bewegung dar: Statt auf geheime Symbole, wie dem Hanky-Code, die nur von Szenemitgliedern verstanden wurden, setzte man fortan auf öffentliche Sichtbarkeit, sowohl innerhalb der schwulen Community als auch in der Mehrheitsgesellschaft. Diese Entwicklung hängt unter anderem mit den Anstrengungen zusammen, die sich für die Entpathologisierung von einvernehmlichem BDSM einzusetzen und die Stigmatisierung von BDSM-Praktizierenden zu beenden. Für die Streichung von BDSM-Praktiken aus dem DSM setzten sich ab 1987 insbesondere Race Bannon und Guy Baldwin ein.

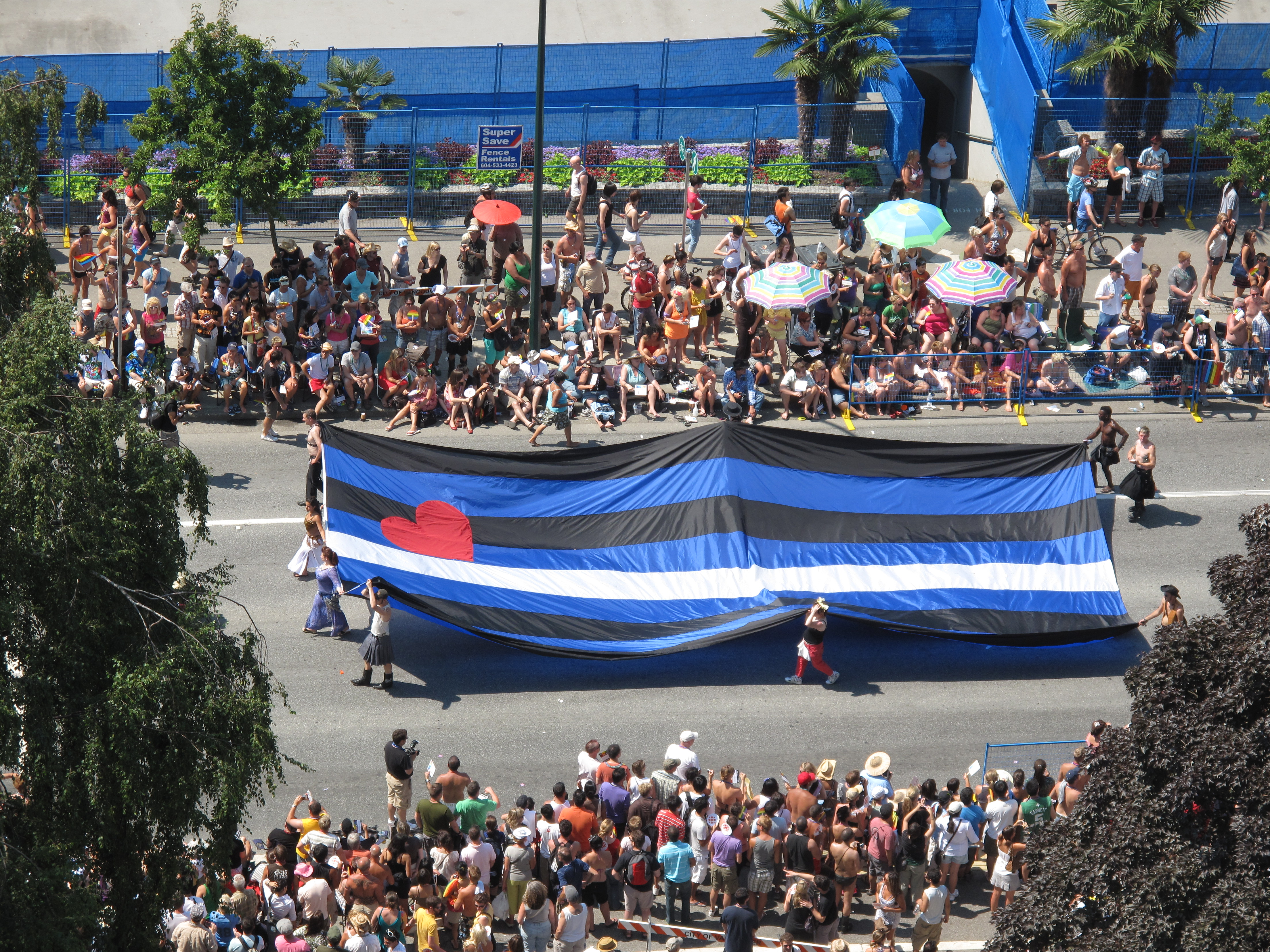
Leather-Pride-Flagge bei einer Pride-Parade in Vancouver (2009)

Das Original der Flagge ist im Leather Archives and Museum in Chicago zu sehen. 